# The Malahat Review
The Malahat Review ist ein kanadisches Literaturmagazin, das 1967 begründet wurde und in Nordamerika zu den führenden Publikationen seiner Art gehört.

## Publikationsprofil
The Malahat Review erscheint einmal im Quartal und stellt vergleichend Werke der Kanadischen und internationalen Literatur aus den Bereichen Lyrik, Fiction und Sachbuch nebeneinander. Des Weiteren stehen Rezensionen von gerade zuvor veröffentlichten kanadischen Gedichten, Romanen, Novellen, Kurzgeschichten und literarischen Sachbüchern im Mittelpunkt der Publikation. Auffallend ist dabei die Tendenz zur vergleichenden Sammelrezension.
Außerdem erscheinen darin gelegentlich Interviews, Essays und spezielle Autorenporträts wie zum Beispiel über P.K. Page (No. 117) oder Lorna Crozier (No. 170). Die Online-Ausgabe wird durch einen monatlichen Newsletter ergänzt und die Interviews können zum Teil als Podcast-mp3-Datei heruntergeladen werden.
Erscheinungsort ist Victoria, British Columbia bei der University of Victoria. Gegenwärtig fungiert John Barton als Chefredakteur. Eine Einzelausgabe kostet zurzeit 11,95 kanadische Dollar, im Jahresbezug digital 20 Dollar. Für Abonnenten sind Volltextausgaben seit No. 70 von 1985 online verfügbar.
Der Name rührt von den Malahat her, einer der auf Vancouver Island lebenden First Nations der pazifischen Küste Kanadas. Diese gehören zu den um Victoria lebenden Saanich.

## Auszeichnungen und Nominierungen
The Malahat Review ist im Laufe der Jahre allein achtmal für den Western Magazine Award Foundation's Magazine of the Year nominiert worden. 1993 konnte das Magazin den Preis für sich entscheiden.
22 Autoren des Malahat wurden in den vergangenen Jahrzehnten als Finalisten in der Liste der National Magazine Awards Foundation vorgestellt. Kurzgeschichten und ihre Autoren, die erstmals in The Malahat Review veröffentlicht wurden, gewannen sechsmal den vom Verlagshaus McClelland and Stewart und dem Writers’ Trust of Canada geförderten Journey Prize und 2000 wurde dem Malahat Review Novella Prize-Gewinner The Deep von Mary Swan der O. Henry Award verliehen.
Darüber hinaus wirkt die Literaturzeitschrift als Mitorganisator, Ausrichter und Publikationsorgan bei verschiedenen Literaturpreisen wie zum Beispiel dem University of Victoria 50th-Anniversary Prize, dem Constance Rooke Creative Nonfiction Prize, dem Open Season Awards für Lyrik, dem Long Poem Prize für Langgedichte und dem Far Horizons Award for Poetry. Im Unterschied zu vielen anderen kanadischen Literaturpreisen können sich auch englischsprachige Schriftsteller aus den Vereinigten Staaten oder anderen Ländern bewerben. Den jeweiligen Siegern winkt ein Geldpreis sowie eine Veröffentlichung im Malahat Review.

## Herausragende Autoren
The Malhat Review publizierte 1988 die erste Kurzgeschichte von Yann Martel. Andere Ausgaben stellten die Werke von Michael Ondaatje, Margaret Atwood, Susan Musgrave, Robert Bringhurst, Roo Borson, Mary Swan, Patricia Young und Barry Dempster vor.